# قائمة زملاء الجمعية الملكية المنتخبين في 2007
هذه الصفحة تعرض قائمة زملاء الجمعية الملكية المُنتخبين لعام 2007.

## الزملاء
- Michael Bickle [الإنجليزية]‏
- Peter Littlewood [الإنجليزية]‏
- بيتر بروس
- تريفور وولي
- ريتشارد ليكي
- إد بيركنز
- دانيلا رودس [الإنجليزية]‏
- Geoffrey Cloke [الإنجليزية]‏
- David Boger [الإنجليزية]‏
- بيتر وروزماري غرانت
- Samuel Berkovic [الإنجليزية]‏
- باري ايفرت [الإنجليزية]‏
- Siamon Gordon [الإنجليزية]‏
- William Bradshaw Amos [الإنجليزية]‏
- George Coupland [الإنجليزية]‏
- Nicholas Higham [الإنجليزية]‏
- Grahame Hardie [الإنجليزية]‏
- جورج إيليس
- ستيوارت كول
- Jeremy Bloxham [الإنجليزية]‏
- أنتوني أ. هايمان [الإنجليزية]‏
- David Colin Sherrington [الإنجليزية]‏
- بيتر جون بارنز
- مايكل كيتس
- Ottoline Leyser [الإنجليزية]‏
- Andrew Zisserman [الإنجليزية]‏

## الأعضاء الأجانب
- والاس بروكر
- ستانلي فالكو
- Peter Guy Wolynes [الإنجليزية]‏
- Tom Fenchel [الإنجليزية]‏